# Jonah Husseck
Jonah Husseck (* 26. Januar 2004) ist ein deutscher Fußballspieler, der vor allem in der Innenverteidigung spielt.

## Sportlicher Werdegang
Husseck spielte in der Jugend beim FSV Gevelsberg und FC SW Silschede, ehe er 2015 in den Nachwuchsbereich von Borussia Dortmund wechselte. Dort durchlief der Abwehrspieler die einzelnen Nachwuchsmannschaften und trat mit der U-19-Mannschaft in der A-Junioren-Bundesliga sowie der UEFA Youth League an. In der A-Junioren-Bundesliga-Spielzeit 2021/22 erreichte er mit der Mannschaft an der Seite von Jamie Gittens, Tom Rothe, Bradley Fink und Nnamdi Collins das Finalspiel gegen den Nachwuchs von Hertha BSC. Beim 2:1-Erfolg wurde er in der 85. Spielminute zur Ergebnisabsicherung für Lion Semić eingewechselt und trug somit zum Titelgewinn bei. Im Herbst 2022 zog er sich eine Verletzung am Meniskus zu, die ihm eine längerfristige Ausfallzeit einbrachte. Im März 2024 kehrte er auf den Fußballplatz zurück, blieb aber zunächst im Spielbetrieb in der dritten Liga außen vor. Am letzten Spieltag der Drittligasaison 2023/24 wurde er für ein Abschiedsspiel angesichts des auslaufenden Vertrages von Cheftrainer Jan Zimmermann in den Spieltagskader von Borussia Dortmund II berufen, beim 1:1-Remis gegen den Halleschen FC kam er Mitte der zweiten Halbzeit als Einwechselspieler für Prince Aning zu seinem Profidebüt.
Im Sommer 2024 wechselte Husseck zum Viertligisten Rot-Weiß Oberhausen in die Regionalliga West. In der Vorbereitung für die Regionalligaspielzeit 2024/25 zog er sich im Trainingslager erneut eine Meniskusverletzung zu und wurde Ende Juli am Knie operiert. Zum Ende der Saison 2024/25 verließ er Rot-Weiß Oberhausen, nachdem er nicht zum Einsatz kam.